# 沈宏
沈宏（1985年1月14日—），湖南人，中国男子体育舞蹈运动员。

## 簡歷
沈宏大約10歲始習体育舞蹈，後因表現優秀，年僅11歲便獲老師推薦到广东舞蹈学校學習。2002年，開始與同年入學的梁瑜洁搭檔及參加比賽；兩個月後，二人贏得第二届全国体育大会专业院校组摩登舞冠军。
2009年，沈宏與梁瑜洁出戰香港东亚运动会體育舞蹈比賽，贏得华尔兹及探戈两枚金牌。

### 亞運會奪金
2010年，沈/梁在澳门举行的亚洲錦標賽上，贏得标准五项舞冠軍。同年11月，又代表中國出戰廣州亞運會，參加兩項體育舞蹈比賽：标准舞-华尔兹及标准舞-探戈，同時摘金，創下佳績。其中，沈/梁贏得的第二面金牌亦是中国代表团在歷屆亚洲运动会累積第1,000枚金牌。

### 轉戰職業組
2011年，沈/梁開始從業餘組轉戰職業組，並在同年4月首次以職業組的身份，參加中国体育舞蹈公开系列赛的上海站賽事，贏得了职业组标准舞亚军。8月，沈/梁在婚後一周便飛往德国斯图加特出戰第25届德国公开赛，代表中国香港贏得职业新星组标准舞的冠军。

## 個人生活
沈宏與梁瑜洁在广东舞蹈学是同班同學；贏得全国体育大会专业院校组摩登舞冠軍後，同被保送入讀北京体育大学，期間成為了戀人；二人畢業後仍留校任教。贏得亞運金牌後，二人宣佈於翌年結婚；他們於2011年8月11日舉行婚禮，正式結為夫婦。

## 外部連結
- 2010年亚洲运动会中国代表团 - 沈宏[]